# Gagrella buruana
Gagrella buruana is een hooiwagen uit de familie Sclerosomatidae.